# Kościół Świętego Krzyża w Suhl
Kościół Świętego Krzyża (niem. Kreuzkirche) – barokowa świątynia luterańska znajdująca się w niemieckim mieście Suhl.

## Historia
W 1706, z powodu przepełnienia kościoła Mariackiego, erygowano parafię obejmującą zachodnią część miasta z dzielnicami Neundorf i Linsenhof. Decyzję o budowie świątyni podjęto w roku 1720, a kamień węgielny wmurowano w 1731 roku. Ukończony kościół otwarto 20 września 1739. W 2014 roku zakończono remont elewacji, dachu i wieży.

## Architektura
Świątynia barokowa, trójnawowa. Fasadę zdobi kartusz z polskim orłem, herbem Wettynów i godłem rodu Hennebergów zwieńczony saksońską koroną. Nad portalem głównym widnieje inskrypcja z datą 1733. Wnętrze ma układ halowy z trzema kondygnacjami empor. Zdobi je barokowy ołtarz główny z wbudowaną amboną, oflankowany rzeźbami będącymi alegoriami wiary i miłości. Nad ołtarzem ustawiono dwumanuałowe organy, wykonane przez Eilerta Köhlera w latach 1738–1740 i wyremontowane w latach 1999–2007 w zakładzie Alexander Schuke Potsdam Orgelbau. Składają się z 2200 piszczałek zgrupowanych w 39 rejestrów. Na wieży zawieszone są 3 dzwony, wykonane w 1763 w odlewni braci Ulrichów w Apoldzie.

## Galeria

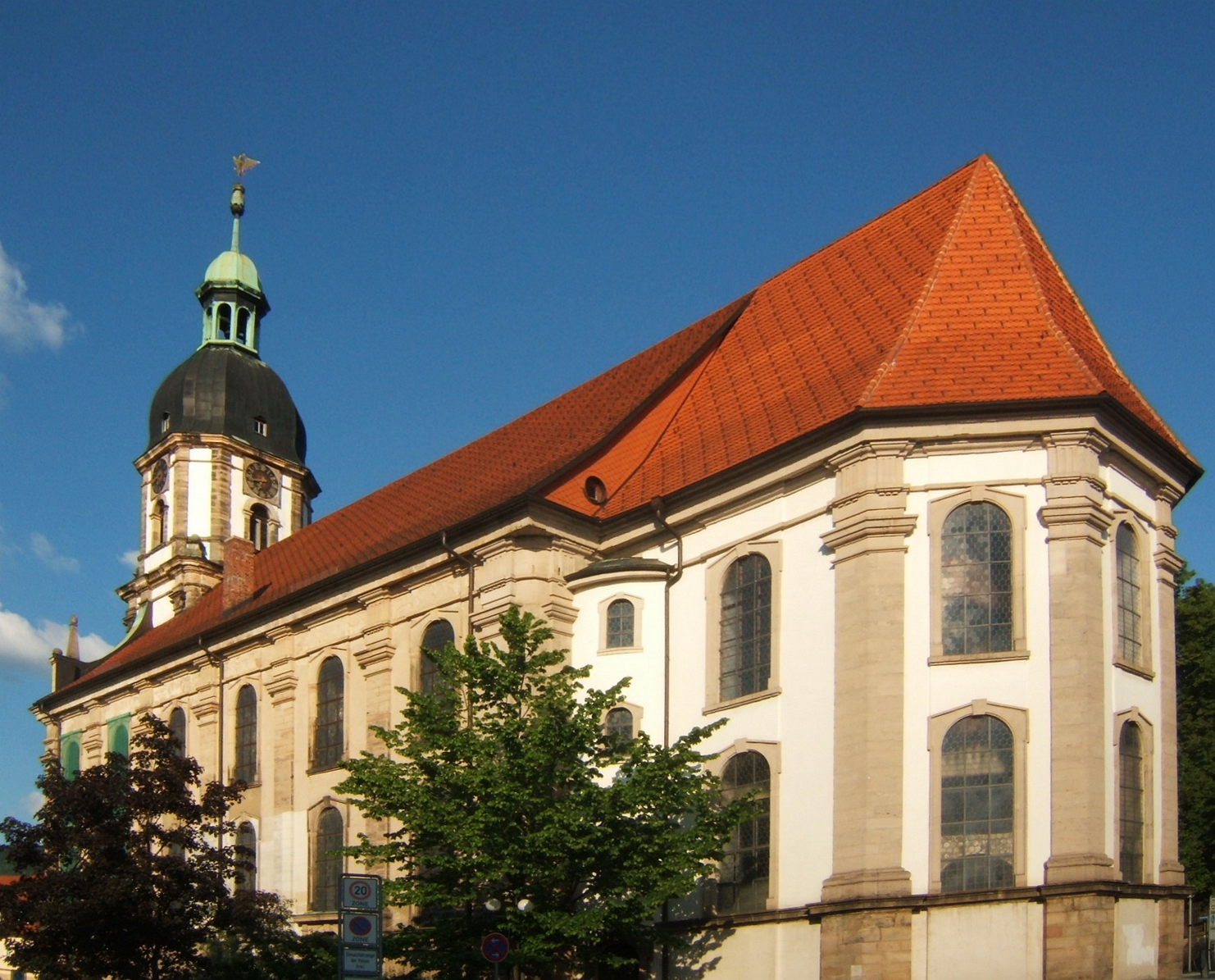
Widok przed remontem elewacji, 2005
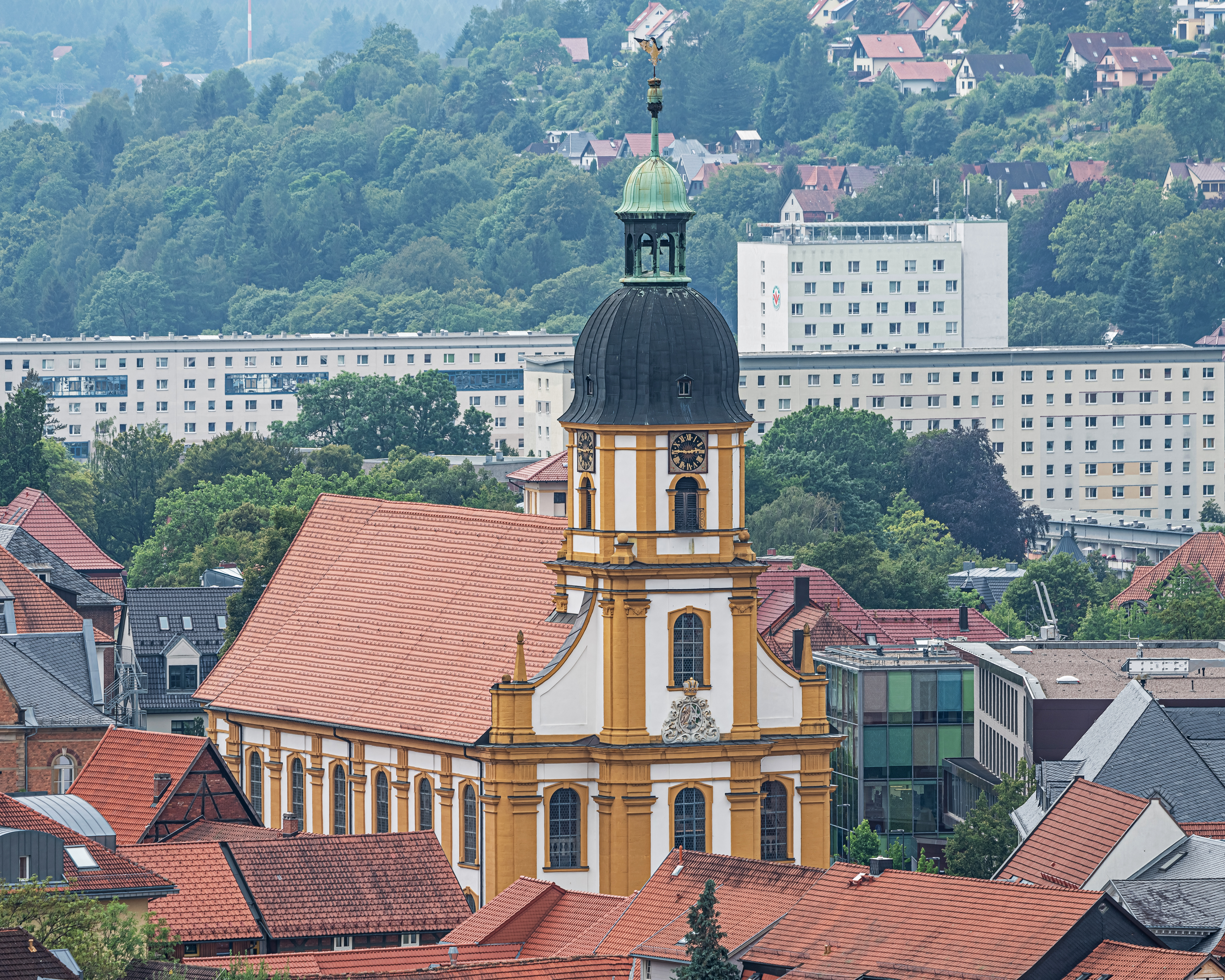
Widok z oddali
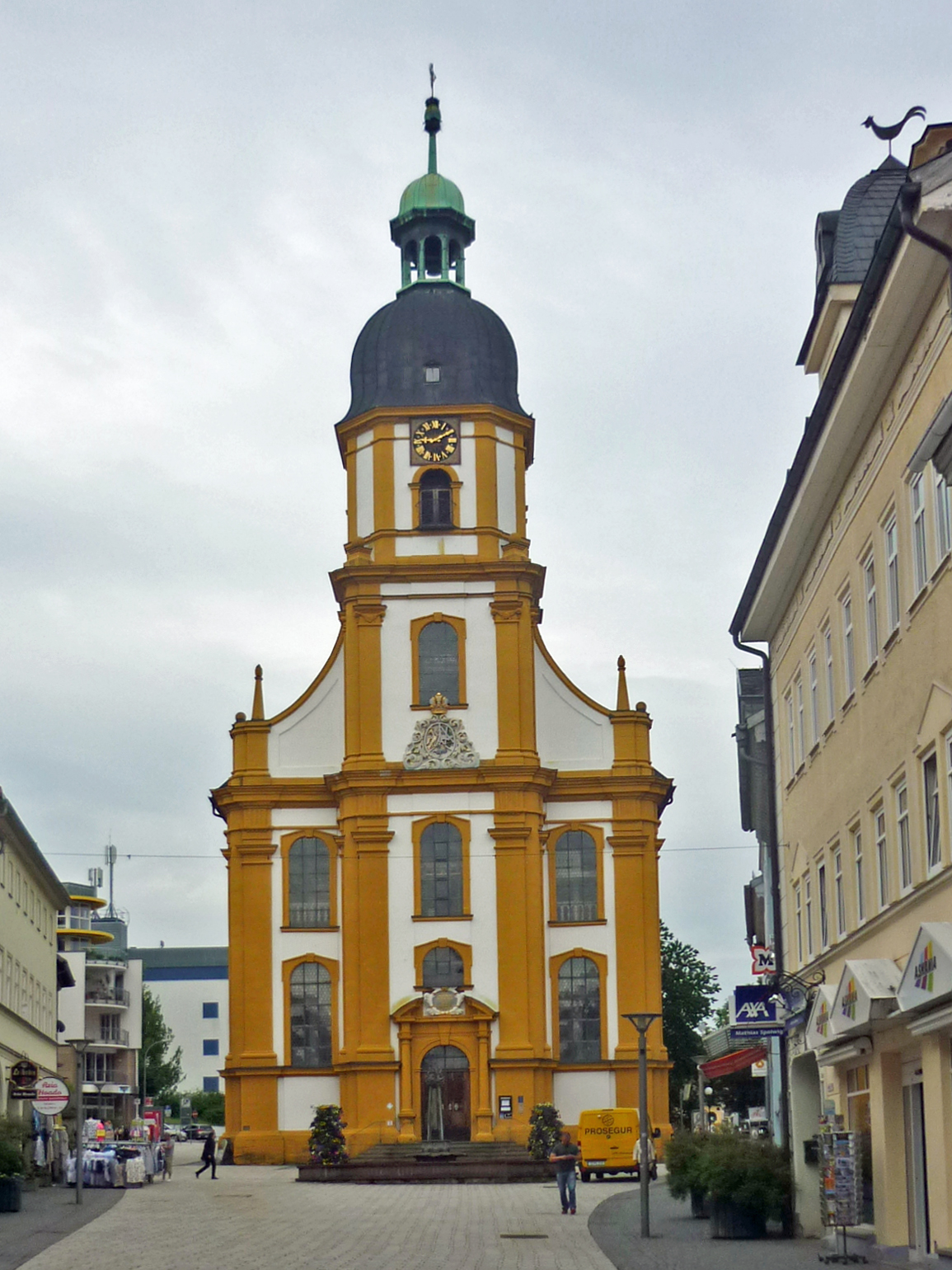
Fasada
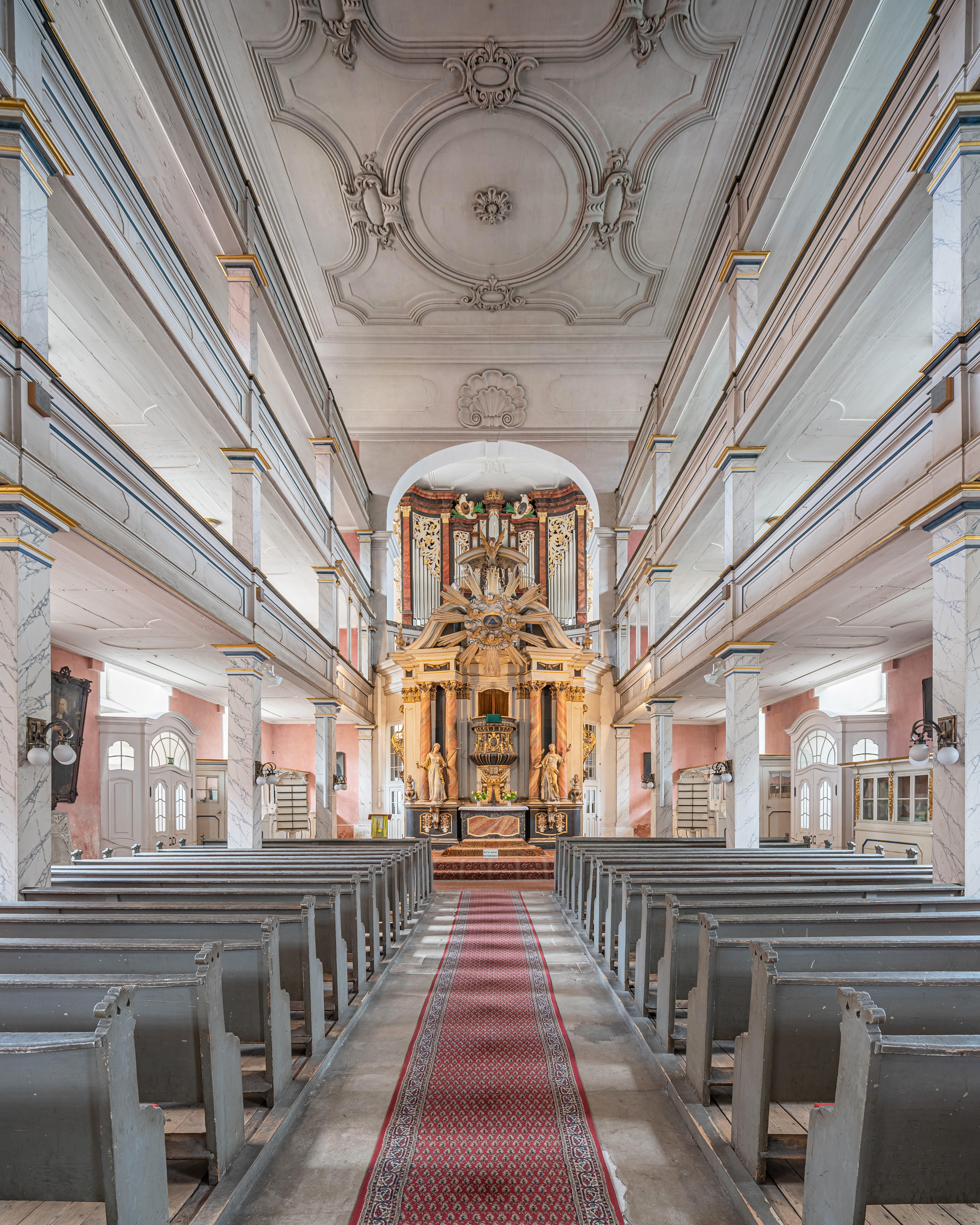
Wnętrze
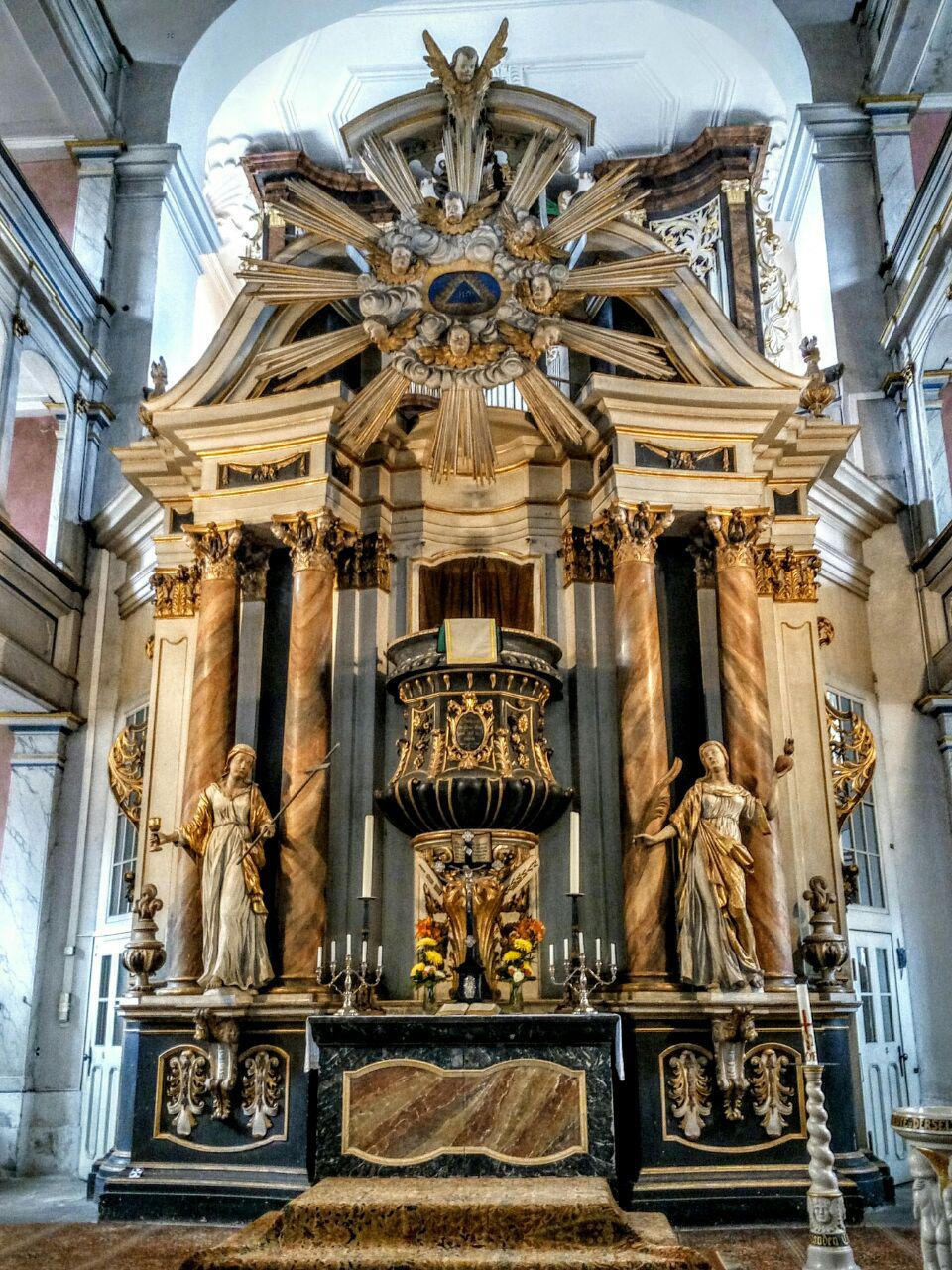
Ołtarz główny
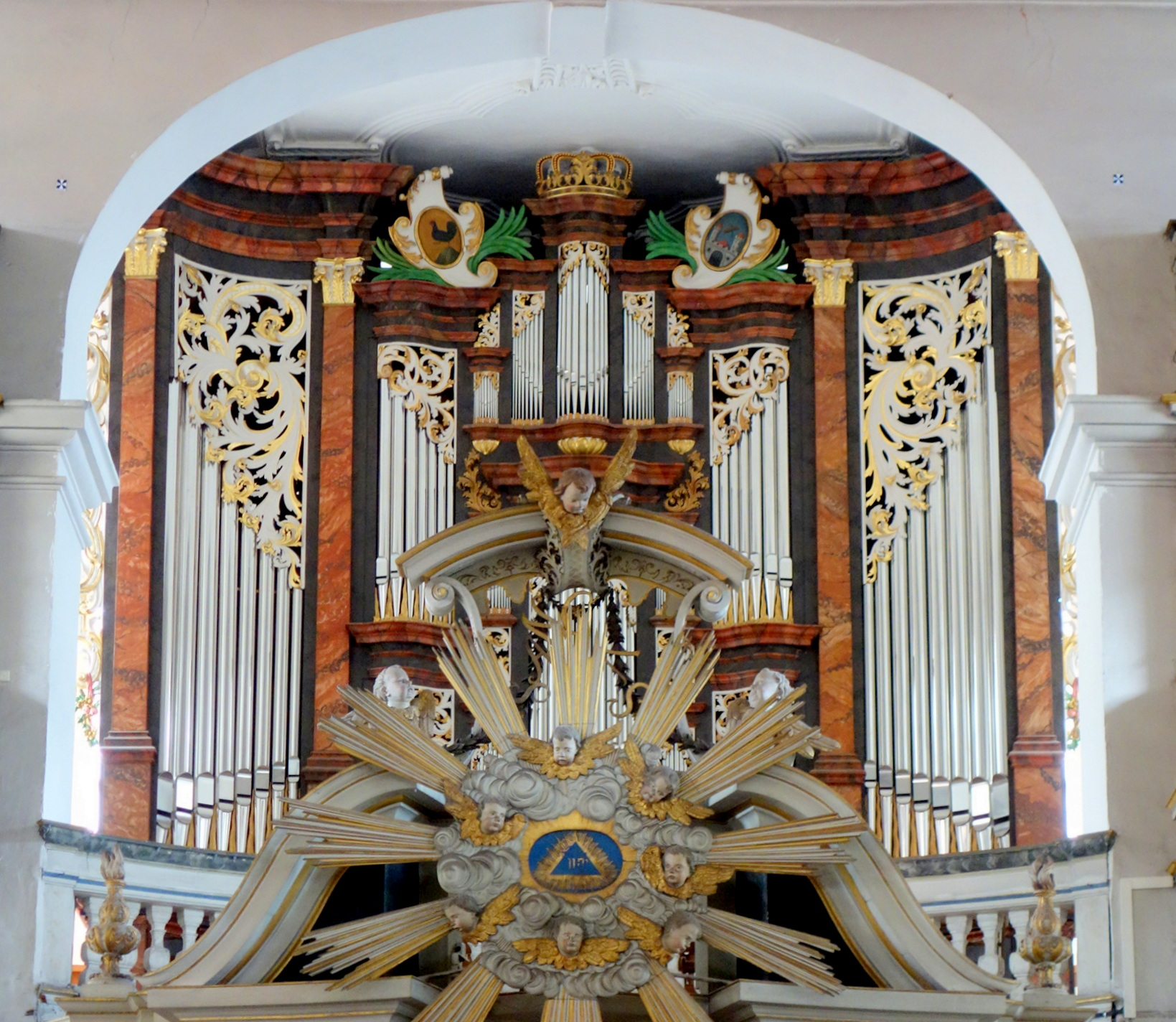
Organy Köhlera